# Dick Schoenaker
Dirk Hendrikus Schoenaker (Ede, 30 novembre 1952) è un ex calciatore e dirigente sportivo olandese.
Attualmente è il Team Manager dello Jong Ajax.

## Carriera

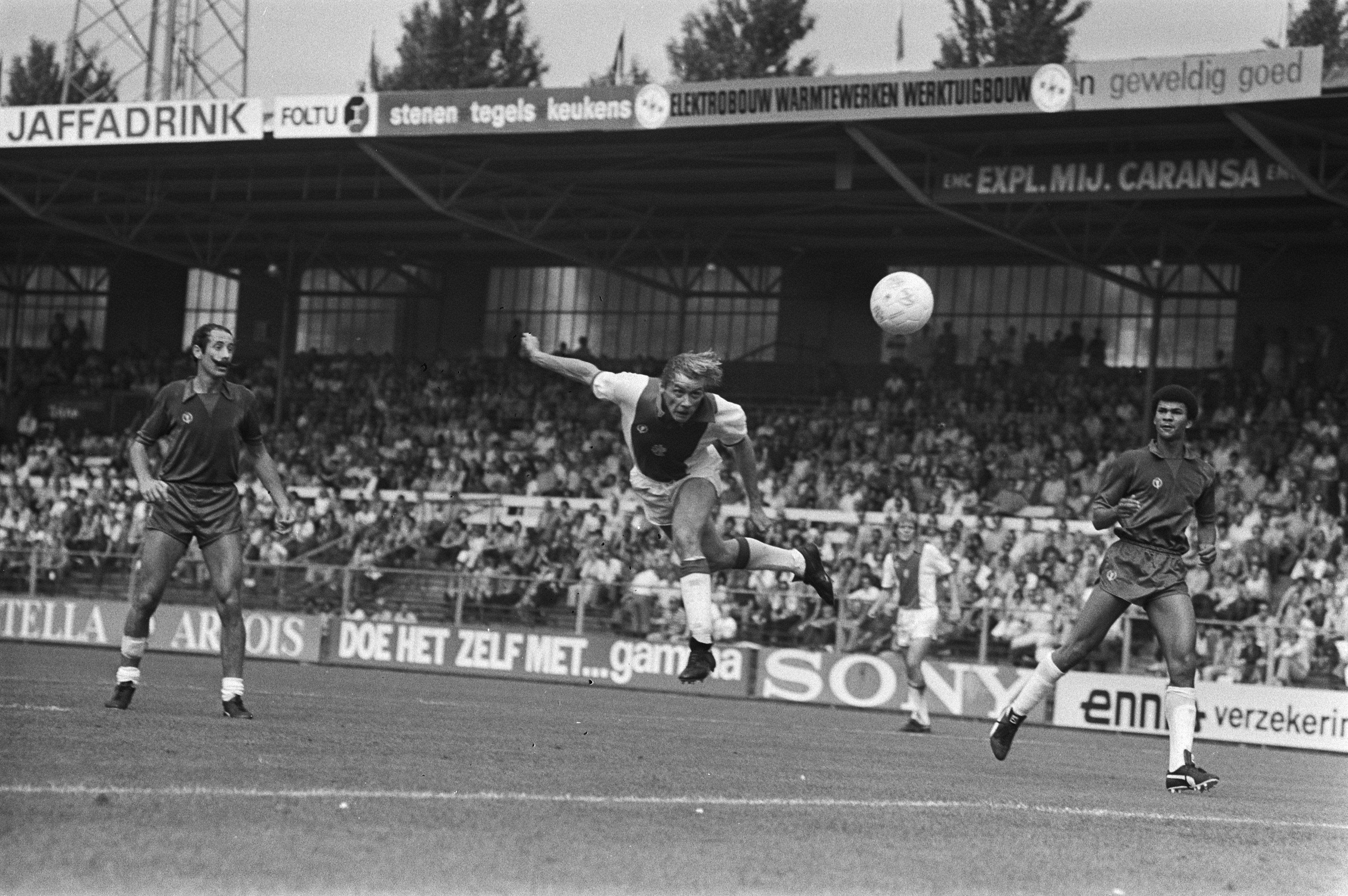
Schoenaker in azione nell'incontro - nell'Eredivisie 1979-1980 terminato 1-1; a destra dell'immagine si può notare un giovanissimo Ruud Gullit.

### Club
Debutta nella massima divisione olandese nella stagione 1973-1974 nelle file del De Graafschap, prima di venire acquistato dall'Ajax nell'estate del 1976. In questo periodo i Lancieri sono una squadra in ricostruzione dopo i fasti di inizio decennio e gli abbandoni di molti campioni. Ad ogni modo nei nove anni in cui Schoenaker rimane in rosa vengono conquistati sei titoli olandesi e due Coppe nazionali, anche se il cammino nelle competizioni europee è in genere breve.
Il calciatore lascia Amsterdam nel 1985 dopo essere sceso in campo per 271 volte in campionato ed aver realizzato 86 gol. Si accasa al Twente, e con questa maglia gioca l'ultima stagione in Eredivisie.
Chiude poi la carriera nel 1988, dopo aver militato due anni in seconda divisione col Vitesse.

### Nazionale
Pur non essendo mai sceso in campo con gli Oranje, viene scelto per far parte della Nazionale che partecipa al campionato del mondo 1978. Il debutto avviene proprio in questa manifestazione, a Córdoba, nella prima gara valida per la seconda fase a gironi con l'Austria che finisce 5-1 per i Paesi Bassi: Schoenaker entra al 61º minuto al posto di René van de Kerkhof sul risultato di 4-0; alla fine del torneo si laurea vice campione del mondo.
Schoenaker termina l'esperienza in maglia arancione nel 1985 dopo aver messo insieme 13 presenze e 6 gol.

## Palmarès
- Campionato olandese: 6

Ajax: 1976-1977, 1978-1979, 1979-1980, 1981-1982, 1982-1983, 1984-1985
- Coppa dei Paesi Bassi: 2

Ajax: 1978-1979, 1982-1983